# Bernard van Gothië
Bernard van Gothië (overleden na 878) was van 865 tot 878 graaf van Barcelona en van 868 tot 878 graaf van Poitiers. Hij behoorde tot het huis der Wilhelmiden.

## Levensloop
Bernard van Gothië was een zoon van Bernard van Poitiers, markgraaf van de Bretonse Mark, uit diens huwelijk met Bilichilde, dochter van graaf Rorico van Maine.
Hij was loyaal aan de West-Francische koning Karel de Kale tijdens de burgeroorlog die in 851 uitbrak. Nadat graaf Humfried van Barcelona en andere rebellen in 864 waren weggevlucht of gedood, herverdeelde Karel de graafschappen en markgraafschappen in Noordoost-Spanje en de Languedoc. In 864 werd Bernard geïnstalleerd in de graafschappen Auvergne en Autun in Centraal-Frankrijk, nadat Bernard Plantevelue wegens rebellie was afgezet. In 865 nam Karel de Kale Auvergne en Autun weer in beslag, om Bernard vervolgens de strategisch belangrijkere graafschappen Barcelona, Osona, Roussillon, Narbonne, Agde, Béziers, Melgueil en Nîmes toe te wijzen.
Nadat graaf Ranulf I van Poitiers in 866 sneuvelde in de Slag bij Brissarthe, verdrong Bernard in 868 diens zoon en erfopvolger Ranulf II uit Poitiers en droeg Karel de Kale hem dit graafschap over. Toen de West-Francische koning in 872 zijn zoon Lodewijk de Stamelaar tot koning van Aquitanië benoemde, werd die onder het toezicht geplaatst van Bernard van Gothië, Bernard Plantevelue en Boso van Provence. In 876 hervormde Karel de Kale opnieuw zijn administratie in het zuiden van Frankrijk en verwierf Bernard Berry.
Na de dood van Karel de Kale in 877 werd Lodewijk de Stamelaar de nieuwe koning van West-Francië, waardoor diens koningschap in Aquitanië ten einde kwam. Toen die in 878 in de zuidelijke Loirestreek de wapens opnam tegen de Vikingen en de Rorgoniden, sloot Bernard van Gothië zich bij hen aan − aangezien hij langs moederkant afstamde van de Rorgoniden. In de herfst van 878 riep Lodewijk de Stamelaar een vergadering samen waarop Bernard werd veroordeeld voor rebellie. Zijn bezittingen werden vervolgens in beslag genomen. Na zijn veroordeling verdween Bernard van Gothië uit de annalen.